# ソンカウ
ソンカウ（ベトナム語：Thị xã Sông Cầu / 市社瀧虬）はベトナムのフーイエン省にある町である。人口は2018年時点で105,780人、面積は492.8km2である。

## 行政区画
以下の4坊9社から構成される。
- スアンダイ坊（Xuân Đài / 春台）
- スアンフー坊（Xuân Phú / 春富）
- スアンタイン坊（Xuân Thành / 春城）
- スアンイエン坊（Xuân Yên / 春安）
- スアンビン社（Xuân Bình / 春平）
- スアンカイン社（Xuân Cảnh / 春景）
- スアンハイ社（Xuân Hải / 春海）
- スアンラム社（Xuân Lâm / 春林）
- スアンロック社（Xuân Lộc / 春祿）
- スアンフオン社（Xuân Phương / 春芳）
- スアンティン社（Xuân Thịnh / 春盛）
- スアントー1社（Xuân Thọ 1 / 春壽1）
- スアントー2社（Xuân Thọ 2 / 春壽2）